# 四川白水河国家级自然保护区
四川白水河国家级自然保护区位于成都平原西北部的彭州市，总面积为301.5平方公里，共分为核心区、缓冲区和实验区。

## 历史沿革
1996年彭州市人民政府批准建立了县级自然保护区； 1999年四川省政府批准建立了省级自然保护区，2000年正式启动保护区工作，完善了省级保护区的总体规划，同时筹备保护区的升级工作，于2002年7月白水河保护区被中国国务院批准为国家级自然保护区。

## 保护区介绍
白水河保护区自然资源和人文资源异常丰富。保护区所在的中国西南山地被列为全球25个生物多样性热点区域之一，是全球生物多样性最为丰富的温带森林生态系统，中国西南山地约占中国地理面积的10%，却拥有占全国约50％的鸟类和哺乳动物，以及30％以上的高等植物，中国87个濒危陆生哺乳动物中的36个生活在这里。白水河保护区据不完全统计分布有高等植物2000余种，野生动物331种，其中国家一级保护动植物有大熊猫、川金丝猴、牛羚、珙桐、银杏等13种。在301.5平方公里的保护区范围内海拔高度从1380米骤然上升到了4814米，构成了“十里不同天”的独特立体气候景观。

### 龙槽沟峡谷
龙槽沟峡谷长约7km，地处四川盆地向川西高原过渡地带，地势由东南向西北递增，並且形成山、台地、红叶谷的地貌特征。龙槽沟红叶谷山体森林茂密、悬崖哨壁、海拔由1200m上升至1500m。
2022年8月13日，龙槽沟發生山洪，造成7人死亡、8人轻伤。

### 大坪山红叶林
大坪山红叶林海是离成都市区最近的万亩红叶林。